# Słowo Podlasia
Słowo Podlasia – jeden z największych tygodników we wschodniej Polsce. Istnieje od 28 grudnia 1979 roku. Zasięgiem obejmuje znaczną część województwa lubelskiego oraz wschodnią mazowieckiego.
Ukazuje się w powiatach: bialskim, parczewskim, radzyńskim, łosickim i łukowskim.
Redakcja mieści się w Białej Podlaskiej przy ul. Warszawskiej 13. Wydawcą tygodnika jest Grupa Wydawnicza „Słowo”, w skład której wchodzą obecnie także takie tytuły jak: „Super Tydzień Chełmski”, „Kronika Tygodnia” (dawniej „Kronika Zamojska”).
W 2008 roku „Słowo Podlasia” zajęło drugie miejsce w rankingu najbardziej dynamicznie rozwijających się tygodników regionalnych w Polsce.

## Historia
„Słowo Podlasia” zaczynało swoją historię jako pismo o zasięgu wojewódzkim, w granicach dawnego woj. bialskopodlaskiego. Od początku pełniło ważną funkcję informacyjną dla lokalnej społeczności. Do 1990 roku było organem prasowym Komitetu Wojewódzkiego PZPR w Białej Podlaskiej. Po reformie administracyjnej ukazuje się na obszarze pięciu powiatów – czterech z północy woj. lubelskiego i łosickiego w woj. mazowieckim. Jego średnia sprzedaż przekracza 20 tys. egzemplarzy, co na dzisiejszym rynku plasuje je w ścisłej krajowej czołówce tygodników o podobnym charakterze. Od lat opisuje współczesną historię regionu, oraz towarzyszy czytelnikom w ich sprawach.
Redaktorzy naczelni

## Zespół redakcyjny
- Piotr Pyrkosz – redaktor naczelny
- Marcin Kozarski - zastępca redaktora naczelnego
- Joanna Danielewicz – sekretarz redakcji
- Justyna Lesiuk - Klujewska - dziennikarka
- Anna Chodyka - dziennikarka
- Paulina Chodyka - Łukaszuk - dziennikarka

## Dział reklamy
- Joanna Olęcka - dyrektor
- Krzysztof Kozłowski - specjalista ds. reklamy
- Mariloa Glina - specjalistka ds. reklamy